# Collinder 399
| Collinder 399 / Kleiderbügel / Brocchis Haufen          | Collinder 399 / Kleiderbügel / Brocchis Haufen |
| ------------------------------------------------------- | ---------------------------------------------- |
|                                                         |                                                |
| Amateuraufnahme des Kleiderbügelhaufens Cr 399          |                                                |
| Beobachtungsdaten Äquinoktium: J2000.0, Epoche: J2000.0 |                                                |
| Sternbild                                               | Vulpecula                                      |
| Rektaszension                                           | 19h 25m 24s                                    |
| Deklination                                             | +20° 11′ 00″                                   |
| Scheinbare visuelle Helligkeit                          | 3,6 mag                                        |
| Winkelausdehnung                                        | 1°                                             |
| Anzahl Sterne                                           | 10                                             |
| Hellster Stern                                          | 4 Vulpeculae, 5,2 mag                          |
| Entdeckung                                              | Al Sufi, 964                                   |

Collinder 399 (kurz Cr 399) oder Brocchis Haufen ist ein Asterismus, eine nicht präzise definierte Anordnung von etwa 10 Sternen der 5. bis 7. Größenklasse. Seine Ausdehnung beträgt etwa 1°. Der hellste Stern des Haufens ist 4 Vul mit einer Helligkeit von 5,2 mag, die Gesamthelligkeit beträgt etwa 3,6 mag.
Der Asterismus liegt im Sternbild Fuchs am Nordsternhimmel. Der geometrische Eindruck der helleren Einzelsterne ist der Grund für den Eigennamen Kleiderbügel oder Kleiderbügelhaufen. Mit bloßem Auge ist ein diffuser Fleck zu erkennen, mit dem Fernglas oder kleinen Teleskop erkennt man die charakteristische Form.
Die Gruppe wurde in der Literatur zum ersten Mal von Al Sufi im Jahre 964 erwähnt, ist aber nicht in die modernen Standard-Kataloge Messier, NGC und IC aufgenommen. Per Collinder nahm die Gruppe 1931 in seinen Katalog offener Sternhaufen auf.
Der Asterismus wurde früher für einen offenen Sternhaufen gehalten und es wurde versucht gemeinsame Entfernung und Bewegung der Gruppe zu bestimmen.
Die Entfernung der Gruppe wurde auf 300 Lichtjahre vom Sonnensystem geschätzt, als Radialgeschwindigkeit wurde 18 km/s angegeben. Das Alter des Haufens wurde auf etwa 200 Mio. Jahre geschätzt. Ende der 1980er Jahre untersuchten E. D. Pavlovskaya und A. A. Filipova verschiedene Sternhaufen, die im Raum eine gemeinsame Bewegung ausführen. Sie kamen zum Ergebnis, dass Collinder 399 und etwa 10 andere Sternhaufen eine Gruppe bilden. Zu dieser Gruppe gehören u. a. NGC 6633, NGC 6709, NGC 6882, NGC 6885, IC 4665, Melotte 20, Melotte 111 und die Plejaden.
Als mit dem Astrometrie-Satelliten Hipparcos genaue Entfernungen und Eigenbewegungen der Gruppenmitglieder bestimmt werden konnten, zeigte sich jedoch, dass ein physikalischer Zusammenhang ausgeschlossen werden kann. Nur wenige Sterne stehen sich räumlich nahe und auch die Eigenbewegungen dieser Sterne weisen keine signifikante Korrelation auf. Die oben genannten Daten zur Entfernung und Geschwindigkeit des Haufens beziehen sich entsprechend nur auf bestimmte Einzelsterne, sind aber nicht charakteristisch für die Gruppe. Dies zeigt auch die folgende Tabelle, die die zehn Sterne der Gruppe auflistet.
| Name      | scheinbare Helligkeit (V) | Spektralklasse | Entfernung (Lj) |
| --------- | ------------------------- | -------------- | --------------- |
| HD 182293 | 7,11                      | K3IVp          | 0350            |
| HD 182422 | 6,40                      | B9,5V          | 1200            |
| HD 182620 | 7,17                      | A2V            | 0580            |
| HD 182761 | 6,30                      | A0V            | 0410            |
| 4 Vul     | 5,16                      | K0III          | 0272            |
| 5 Vul     | 5,59                      | A0V            | 0237            |
| HD 182955 | 5,87                      | M0III          | 0610            |
| HD 182972 | 6,63                      | A1V            | 1350            |
| HD 183261 | 6,88                      | B3II           | 2240            |
| 7 Vul     | 6,33                      | B5Vn           | 1160            |